# إيرليخية
الإيرْليخيَّة أو الإرْليخيَّة (الاسم العلمي: Ehrlichia) هي جنسٌ من البكتيريا الريكتسيَّة التي تنتقل إلى الفقاريات عبر القراد. تُسبب هذه البكتيريا داء إيرليخ، والذي يُعد مرضًا حيواني المنشأ؛ لأنَّ المضيف الرئيسي له هو الحيوانات. سميَّت هذه البكتيريا نسبةً إلى عالم الأحياء الدقيقة الألماني باول إيرليخ.

## روابط خارجية
- Ehrlichia في المكتبة الوطنية الأمريكية للطب نظام فهرسة المواضيع الطبية (MeSH).